# Betaproteobacteria
Betaproteobacteria (también Beta Proteobacteria o β-bacteria) son una clase de bacterias gramnegativas del filo Pseudomonadota. Betaproteobacteria es una clase que comprende más de 75 géneros y 400 especies de bacterias. Las betaproteobacteria representan una amplia variedad de estrategias metabólicas y ocupan diversos ambientes, desde patógenos obligados que viven dentro de los organismos hospedadores hasta ecosistemas oligotróficos de aguas subterráneas. Mientras que la mayoría de los miembros de las betaproteobacterias son heterótrofos y obtienen tanto su carbono como sus electrones de fuentes de organocarbono, algunos son fotoheterótrofos y obtienen energía de la luz y el carbono de fuentes de organocarbono. Otros géneros son autótrofos y obtienen su carbono de bicarbonato o dióxido de carbono y sus electrones de iones inorgánicos reducidos como nitrito, amonio, tiosulfato o sulfuro, muchos de estos quimiolitoautótrofos. Las betaproteobacterias son económicamente importantes, con funciones en el mantenimiento del pH del suelo y en el ciclo elemental. Otros miembros económicamente importantes de las betaproteobacterias pueden usar nitrato como su aceptor de electrones terminal y pueden usarse industrialmente para eliminar el nitrato de las aguas residuales mediante desnitrificación. Varias betaproteobacterias son diazótrofas, lo que significa que pueden fijar nitrógeno molecular del aire como su fuente de nitrógeno para el crecimiento; esto es importante para la industria agrícola, ya que es un medio principal de aumento de los niveles de amonio en los suelos sin la presencia de plantas leguminosas.
Especies patógenas dentro de este grupo son las Neisseriaceae (gonorrea y meningitis) y especies del género Burkholderia. Otras bacterias destacables de este grupo son Ralstonia, un patógeno vegetal de las solanáceas (tomate, patata) y la Burkholderia glumae que causa el añublo bacterial de la panícula en el cultivo de arroz.

## Filogenia
El análisis del ARNr 16S de los subgrupos ha dado el siguiente resultado (los grupos parafiléticos van entre comillas):
|  | "Nitrosomonadales" |
|  |                    |
|  | Methylophilales    |
|  |                    |

|  | \| \| Thiobacillus \| \| \| \| \| \| Neisseriales \| \| \| \| |
|  |                                                               |
|  | Burkholderiales                                               |
|  |                                                               |
|  | Thiobacillus                                                  |
|  |                                                               |
|  | Neisseriales                                                  |
|  |                                                               |

|  | Thiobacillus |
|  |              |
|  | Neisseriales |
|  |              |

|  | "Nitrosomonadales" |
|  |                    |
|  | Methylophilales    |
|  |                    |

|  | \| \| Thiobacillus \| \| \| \| \| \| Neisseriales \| \| \| \| |
|  |                                                               |
|  | Burkholderiales                                               |
|  |                                                               |
|  | Thiobacillus                                                  |
|  |                                                               |
|  | Neisseriales                                                  |
|  |                                                               |

|  | Thiobacillus |
|  |              |
|  | Neisseriales |
|  |              |

|  | "Nitrosomonadales" |
|  |                    |
|  | Methylophilales    |
|  |                    |

|  | \| \| Thiobacillus \| \| \| \| \| \| Neisseriales \| \| \| \| |
|  |                                                               |
|  | Burkholderiales                                               |
|  |                                                               |
|  | Thiobacillus                                                  |
|  |                                                               |
|  | Neisseriales                                                  |
|  |                                                               |

|  | Thiobacillus |
|  |              |
|  | Neisseriales |
|  |              |

|  | "Nitrosomonadales" |
|  |                    |
|  | Methylophilales    |
|  |                    |

|  | \| \| Thiobacillus \| \| \| \| \| \| Neisseriales \| \| \| \| |
|  |                                                               |
|  | Burkholderiales                                               |
|  |                                                               |
|  | Thiobacillus                                                  |
|  |                                                               |
|  | Neisseriales                                                  |
|  |                                                               |

|  | Thiobacillus |
|  |              |
|  | Neisseriales |
|  |              |

|  | "Nitrosomonadales" |
|  |                    |
|  | Methylophilales    |
|  |                    |

|  | \| \| Thiobacillus \| \| \| \| \| \| Neisseriales \| \| \| \| |
|  |                                                               |
|  | Burkholderiales                                               |
|  |                                                               |
|  | Thiobacillus                                                  |
|  |                                                               |
|  | Neisseriales                                                  |
|  |                                                               |

|  | Thiobacillus |
|  |              |
|  | Neisseriales |
|  |              |

|  | "Nitrosomonadales" |
|  |                    |
|  | Methylophilales    |
|  |                    |

|  | \| \| Thiobacillus \| \| \| \| \| \| Neisseriales \| \| \| \| |
|  |                                                               |
|  | Burkholderiales                                               |
|  |                                                               |
|  | Thiobacillus                                                  |
|  |                                                               |
|  | Neisseriales                                                  |
|  |                                                               |

|  | Thiobacillus |
|  |              |
|  | Neisseriales |
|  |              |

|  | "Nitrosomonadales" |
|  |                    |
|  | Methylophilales    |
|  |                    |

|  | \| \| Thiobacillus \| \| \| \| \| \| Neisseriales \| \| \| \| |
|  |                                                               |
|  | Burkholderiales                                               |
|  |                                                               |
|  | Thiobacillus                                                  |
|  |                                                               |
|  | Neisseriales                                                  |
|  |                                                               |

|  | Thiobacillus |
|  |              |
|  | Neisseriales |
|  |              |

|  | "Nitrosomonadales" |
|  |                    |
|  | Methylophilales    |
|  |                    |

|  | \| \| Thiobacillus \| \| \| \| \| \| Neisseriales \| \| \| \| |
|  |                                                               |
|  | Burkholderiales                                               |
|  |                                                               |
|  | Thiobacillus                                                  |
|  |                                                               |
|  | Neisseriales                                                  |
|  |                                                               |

|  | Thiobacillus |
|  |              |
|  | Neisseriales |
|  |              |